# Die Madonna mit den zwei Gesichtern
Die Madonna mit den zwei Gesichtern (Originaltitel: The Miracle) ist ein US-amerikanischer Liebesfilm aus dem Jahr 1959. Die Hauptrollen spielten Carroll Baker und Roger Moore. Für die Regie war Irving Rapper verantwortlich. Diese Literaturverfilmung von Vollmoellerss Das Mirakel ist dabei stärker an den deutschen Stummfilm Das Mirakel von 1912 angelehnt als an das Theaterstück.

## Handlung
Anfang des 19. Jahrhunderts pflegt die Novizin Teresa in einem Kloster in Spanien den britischen Leutnant Michael gesund.
Teresa verliebt sich in ihn und bricht mit ihrem alten Leben im Kloster und verlässt dieses, um Michael zu suchen.

## Kritik
„Gefühlvolle Liebesabenteuer einer entflohenen, später reuig zurückkehrenden Novizin zur Zeit der napoleonischen Kriege in Spanien, umrahmt von einem Marienwunder. Höchst sonderbar als halbes Operettentheater in Szene gesetzt.“

„In Bezug auf die Aufzeichnungen und Legenden, besaß dieses klassische religiöse Mienenspiel eine bemerkenswert ehrfürchtige, wenn nicht sogar mystische Qualität auf der Bühne, wo es in der Regel vor den Kulissen einer gewaltigen Kathedrale aufgeführt wurde. Doch nachdem Butler es für Warner für die Leinwand umgeschrieben hatte, ist es geschwätzig, bunt und vulgär, und beginnt lediglich in einer Kirche.“

## Hintergrund
Ursprünglich sollte der Film bereits 1942 von Wolfgang Reinhardt, dem Sohn des österreichischen Theaterregisseurs Max Reinhardt, der beim deutschen Stummfilm Regie führte, inszeniert werden.